# Congère

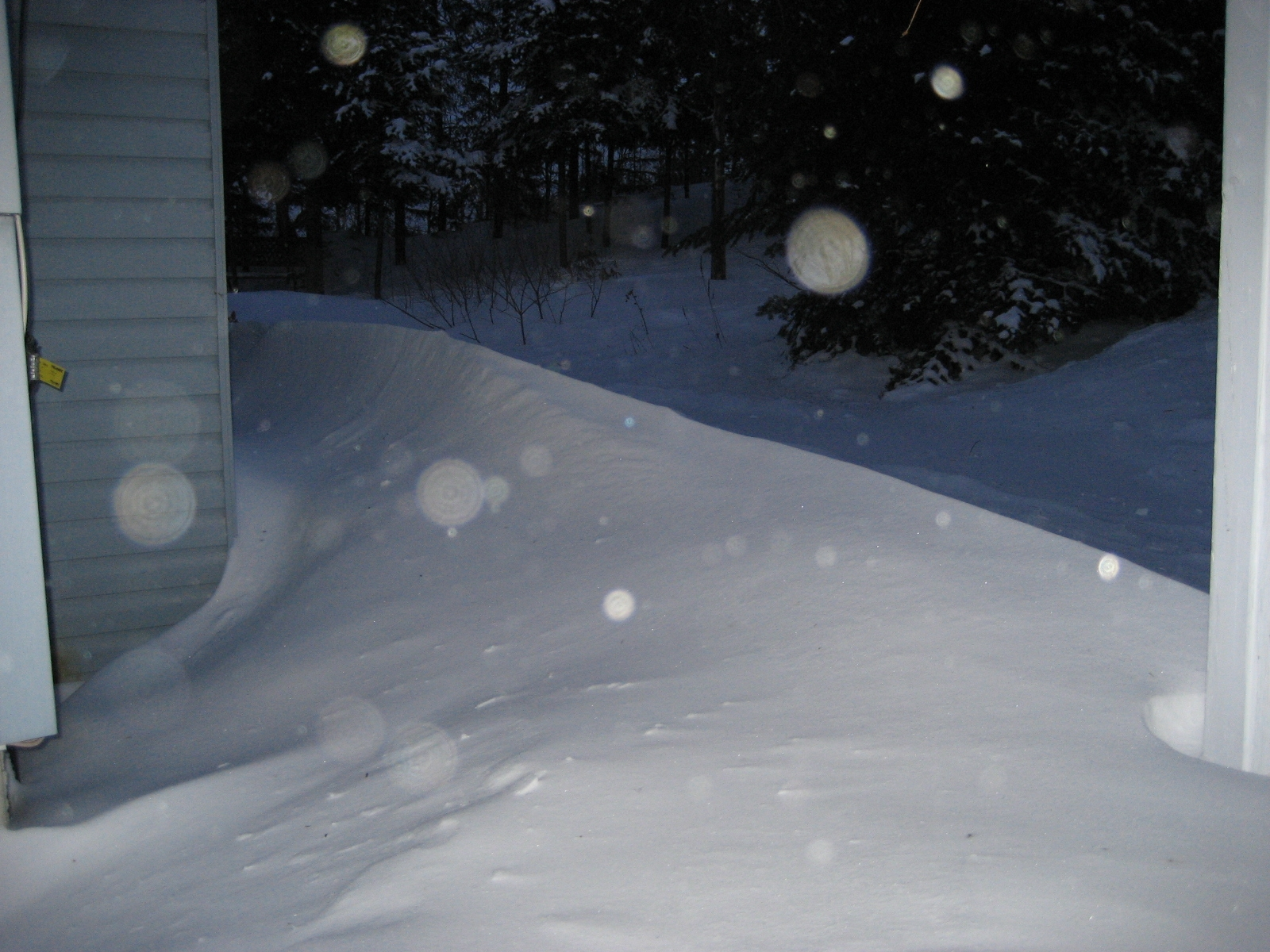
Junto a uma habitação

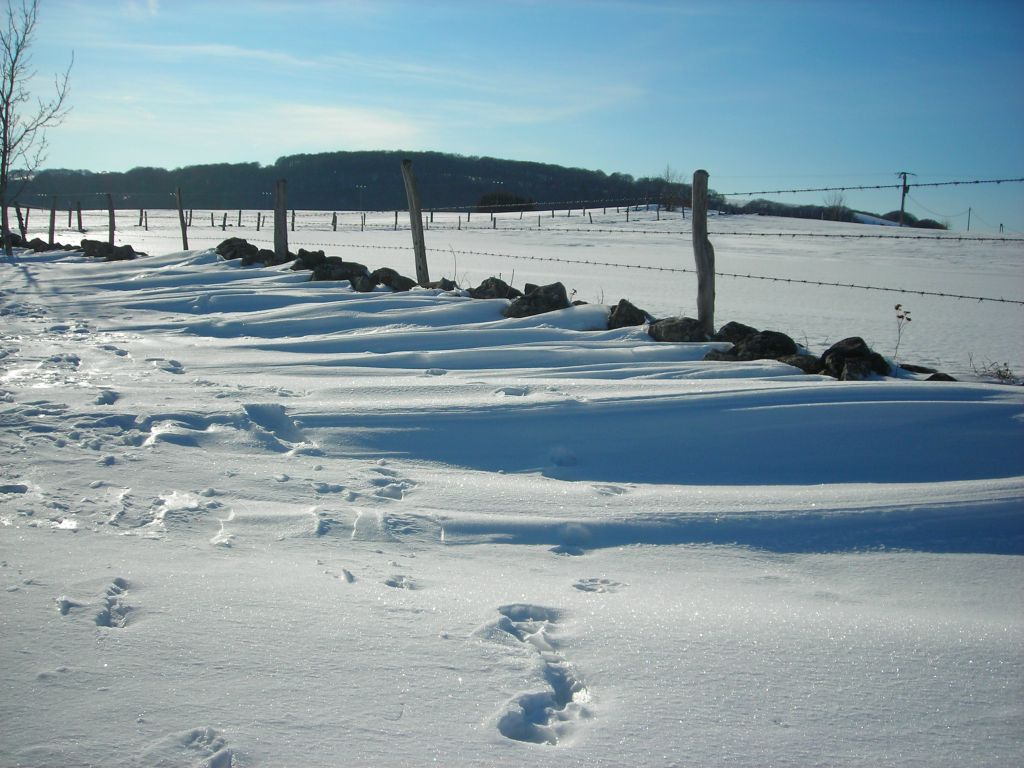
Formação for detrás de pedras

Um Congère   é um galicismo que designa um montículo de neve resultante da acção do vento .
A formação depende não só da neve no solo depois de um nevão, mas também da temperatura e do tipo dos flocos de neve , já que uma neve muito densa ou muito compacta será mais difícil a ser levada pelo vento.

## Perigos
A acumulação da neve pode-se tornar perigosa quando numa estrada o vento a cobre de neve e impede ver os seus limites, e na montanha é muito perigosa quando cria uma cresta de neve no seu cimo e que se desfaz numa torrente de neve, ou seja uma pequena avalanche quando é pisada ou se desmorona.

## Protecção
Quando disposta devidamente certas barreiras obrigam a formação de congères em determinados locais para libertar aqueles onde seriam perigosos, como é o caso de uma simples barreiras para desviar o vento (barreira colectora) ou as mais sofisticadas aproveitando o efeito Venturi (barreira supradora) que acelera o ar à sua passagem e deita-a para mais longe.